# Percy Hope-Johnstone
Percy Wentworth Hope-Johnstone, de iure 10. Earl of Annandale and Hartfell (* 2. Juni 1909 in Trim; † 5. April 1983 in Dumfries), war ein britischer Offizier im Zweiten Weltkrieg und Autorennfahrer.

## Familie und Ausbildung
Percy Hope-Johnstone war der Sohn von Evelyn Wentworth Hope-Johnstone (1879–1964) und dessen wenige Wochen nach Percys Geburt verstorbener erster Ehefrau Eileen Briscoe († April 1909). Nach seiner Ausbildung an der Sherborne School besuchte er die Royal Military Academy in Sandhurst. Er diente bei den 16th/5th Lancers und der 155th Lanarkshire Yeomanry. Im Zweiten Weltkrieg war er Artillerie-Offizier im Rang eines Majors. Bei der japanischen Invasion der Malaiischen Halbinsel geriet er in Kriegsgefangenschaft.
De iure erbte er 1964 von seinem Vater den Anspruch auf die seit 1792 ruhende Peerwürde als 10. Earl of Annandale and Hartfell, führte den Titel jedoch nie.
Er war zweimal verheiratet. Die 1932 mit Phyllis Athena MacDonel geschlossene, kinderlose Ehe wurde 1939 geschieden. 1940 heiratete er Margaret Jane Hunter-Arundell (1910–1998). Das Paar hatte zwei Kinder, eine Tochter und den 1941 geborenen Sohn Patrick, dem 1985 der Titel als 11. Earl of Annandale and Hartfell bestätigt wurde.

## Karriere als Rennfahrer
Percy Hope-Johnstone war 1931 als Herrenfahrer mit einem Arrol-Aster bei zwei Sportwagenrennen am Start. Beim 24-Stunden-Rennen von Le Mans musste er nach einem Zündungsschaden aufgeben. Bei der Tourist Trophy verhinderte ein Unfall die Zielankunft.

## Statistik

### Le-Mans-Ergebnisse
| Jahr | Team                         | Fahrzeug         | Teamkollege   | Platzierung | Ausfallgrund    |
| ---- | ---------------------------- | ---------------- | ------------- | ----------- | --------------- |
| 1931 | Richard Ormonde Shuttleworth | Arrol-Aster 17/5 | Jack Bartlett | Ausfall     | Zündungsschaden |